# Orientierungslauf-Juniorenweltmeisterschaften 1992
Die 3. Orientierungslauf-Juniorenweltmeisterschaften fanden vom 7. bis 13. Juli 1992 in der Gegend von Jyväskylä in Finnland statt.

## Junioren

### Kurzdistanz
| Platz | Land | Athlet            | Zeit      |
| ----- | ---- | ----------------- | --------- |
| 1     | FIN  | Mikko Lepo        | 23:58 min |
| 2     | NOR  | Bernt Bjørnsgaard | 24:11 min |
| 3     | SWE  | Joakim Carlsson   | 24:39 min |
| 4     | DEN  | Chris Terkelsen   | 24:44 min |
| 5     | SWE  | Johan Näsman      | 24:51 min |
| 6     | FIN  | Mikko Vehmas      | 25:03 min |
| 7     | SWE  | Anders Åkerman    | 25:11 min |
| 8     | POL  | Janusz Porzycz    | 25:16 min |

Kurzdistanz:

Ort: Hitonhauta

Länge: 3,6 km

Steigung: 145 m

Posten: 10

### Langdistanz
| Platz | Land | Athlet            | Zeit      |
| ----- | ---- | ----------------- | --------- |
| 1     | SWE  | Johan Näsman      | 57:14 min |
| 2     | DEN  | Chris Terkelsen   | 58:15 min |
| 3     | SWE  | Fredrik Löwegren  | 58:23 min |
| 4     | FIN  | Mikko Vehmas      | 60:30 min |
| 5     | NOR  | Geir Solerød      | 60:57 min |
| 6     | FIN  | Tommi Tölkkö      | 61:01 min |
| 7     | NOR  | Bernt Bjørnsgaard | 61:28 min |
| 8     | FIN  | Panu Piiparinen   | 62:41 min |

Langdistanz:

Ort: Himos

Länge: 9,87 km

Steigung: 245 m

Posten: 17

### Staffel
| Platz | Land | Athleten                                           | Zeit      |
| ----- | ---- | -------------------------------------------------- | --------- |
| 1     | FIN  | Aarto Hirvi Marko Pitkänen Mikko Lepo              | 1:48:27 h |
| 2     | NOR  | Knut Aalde Stein Krogstad Thormod Berg             | 1:50:31 h |
| 3     | SWE  | Anders Åkerman Johan Näsman Fredrik Löwegren       | 1:50:47 h |
| 4     | POL  | Woźniak Sławomir Darius Mikusinski Janus Porzycz   | 1:51:18 h |
| 5     | DEN  | Anders Bögevik Jesper David Jensen Chris Terkelsen | 1:51:39 h |
| 6     | TCH  | Aleš Drahoňovský Václav Zakouřil Pavel Horák       | 1:56:14 h |
| 7     | SUI  | Daniel Schulthess Dominic Haag Kurt Schmid         | 1:57:59 h |
| 8     | EST  | Erik Aibast Erkki Aadli Aarno Ruusalepp            | 2:00:05 h |

Staffel:

Ort: Laajavuori

## Juniorinnen

### Kurzdistanz
| Platz | Land | Athletin             | Zeit      |
| ----- | ---- | -------------------- | --------- |
| 1     | POL  | Barbara Bączek       | 24:44 min |
| 2     | FIN  | Riitta Korpela       | 25:01 min |
| 3     | NOR  | Elisabeth Ingvaldsen | 25:06 min |
| 4     | NOR  | Miri Jørgensen       | 25:24 min |
| 5     | NZL  | Tania Robinson       | 25:25 min |
| 5     | FIN  | Satu Mäkitammi       | 25:28 min |
| 7     | FIN  | Kirsi Haarala        | 25:54 min |
| 8     | EST  | Kylli Kaljus         | 26:28 min |

Kurzdistanz:

Ort: Hitonhauta

Länge: 2,8 km

Steigung: 115 m

Posten: 8

### Langdistanz
| Platz | Land | Athletin         | Zeit      |
| ----- | ---- | ---------------- | --------- |
| 1     | POL  | Barbara Bączek   | 43:19 min |
| 2     | FIN  | Johanna Tiira    | 44:17 min |
| 3     | NOR  | Hanne Staff      | 44:43 min |
| 4     | FIN  | Riitta Korpela   | 45:27 min |
| 4     | SWE  | Hanna Larsson    | 45:27 min |
| 6     | SWE  | Maria Sandström  | 45:35 min |
| 7     | FIN  | Päivi Tolvanen   | 45:58 min |
| 8     | FIN  | Sanna Turakainen | 46:11 min |

Langdistanz:

Ort: Himos

Länge: 6,09 km

Steigung: 175 m

Posten: 12

### Staffel
| Platz | Land | Athletinnen                                       | Zeit      |
| ----- | ---- | ------------------------------------------------- | --------- |
| 1     | SWE  | Lena Hasselström Maria Sandström Hanna Larsson    | 1:33:02 h |
| 2     | FIN  | Riitta Korpela Sanna Turakainen Johanna Tiira     | 1:33:41 h |
| 3     | NOR  | Hanne Staff Miri Jørgensen Elisabeth Ingvaldsen   | 1:37:43 h |
| 4     | EST  | Maret Vaher Kirti Rebane Kylli Kaljus             | 1:43:39 h |
| 5     | SUI  | Brigitte Grüniger Andrea Binggeli Käthi Widler    | 1:44:46 h |
| 6     | TCH  | Erika Parizkova Martina Horáčková Iva Navrátilová | 1:49:13 h |
| 7     | POL  | Ewa Kozłowska Małgorzata Gorajska Barbara Bączek  | 1:49:14 h |
| 8     | ROU  | Larisa Isabela Pop Zsuzsa Fey Enikő Fey           | 1:49:19 h |

Staffel:

Ort: Laajavuori

## Medaillenspiegel
| Platz | Land     | Gold | Silber | Bronze | Gesamt |
| ----- | -------- | ---- | ------ | ------ | ------ |
| 1     | Finnland | 2    | 3      | -      | 5      |
| 2     | Schweden | 2    | -      | 3      | 5      |
| 3     | Polen    | 2    | -      | -      | 2      |
| 4     | Norwegen | -    | 2      | 3      | 5      |
| 5     | Dänemark | -    | 1      | -      | 1      |